# 赤峰直隸州
赤峰直隸州為清朝直隸省的直隸州。赤峰直隸州考语為：「繁，難」。
虽然该直隸州在清末光緒三十三年（1907年）才設立，但其地早在雍正七年（1729年）就曾設置了八溝廳，為當時直隸省的北境。到了乾隆二十九年（1764年），又曾析置烏蘭哈達廳。乾隆四十三年（1778年），改置为赤峰縣，隸屬於直隸省承德府管轄。光緒三十三年，才最终升格為直隸州。
按清代「直隸州制度」，必須管縣，所以成立赤峰直隸州時，管轄林西、開魯兩縣。民國初年，全國實施「廢州改縣」，赤峰州也改成赤峰縣，先後屬於熱河特別區、熱河省管轄。今日為內蒙古自治區赤峰市。